# Osman López
Ósman López (Buenaventura, 
Colombia; 30 de julio de 1970) es un exfutbolista colombiano. Jugaba como defensor central. Paralelamente a su etapa como futbolista estudio dos carreras profesionales siendo licenciado en educación física y administración de empresas.

## Trayectoria

### Inicios
Luego de terminar su bachillerato, Osman fue invitado a un torneo donde se fusionaban equipos de jugadores profesionales y jóvenes con grandes talentos. Ese día fue observado por Delio "Maravilla" Gamboa quien para esa época era el cazatalentos de Millonarios y lo invitó a que viniera a la capital a probarse.

### Millonarios
Debutó con el equipo del cual es hincha Millonarios en el año 1992 , utilizando el dorsal #2 ; durante el tiempo que vistió la azul capitalina se destacó siempre por su potencial futbolístico y físico considerado como uno de los mejores jugadores que han estado en la institución. Estuvo 7 años en el equipo aunque no fueron de seguido su primer paso fue de 1991 a 1992 su segundo paso fue de 1994 a 1998 y su último paso fue en el año 2002. allí disputó 190 partidos y convirtió 9 goles.

### Fiorentina de Caqueta
Dirigido por Miguel "El Nano" Prince en Millonarios le comento que obligatoriamente lo quería tener en el equipo para afrontar el campeonato de 1993 pero las directivas no, fue allí cuando Germán Gutiérrez de Piñeres quien había sido compañero de él y ahora se estrenaba como entrenador lo convence para ir a tomar ritmo y experiencia deportiva en la primera b del FPC que apenas iba a empezar su tercera edición, siendo un equipo extremadamente humilde que apenas pagaba 20 dólares por meses pero con un gran talento y compañerismo llegar a ser subcampeones de la Categoría Primera B, para la siguiente temporada regresó a Millonarios donde estaría 5 años.

### El comienzo del Fin
Luego de lesión con la Selección Colombia no volvió a ser el mismo. Para 1999, queriendo un nuevo rumbo, el exsenador Gabriel Camargo, dueño del Deportes Tolima, que desde ya hace algunas temporadas atrás quería contar con sus servicios lo convence para ir a Ibagué; con el equipo pijao no tuvo mucha continuidad y Osman decide tomar nuevos rumbos y ficha con el Juventud Soacha de la Primera B, donde le fue muy bien disputando la mayoría de partidos. Es allí cuando un empresario Paraguayo que había conocido cuando era jugador lo convence para ir a Estados Unidos a jugar con el Dallas Burn, equipo donde estaba jugando Leonel Álvarez; allí no se le dieron las cosas y no puedo arreglar su contrato. Regresó a Colombia y ahora se fue a probar al Talleres de Córdoba en la Argentina, equipo que era dirigido por "El tigre" Gareca; allí tampoco pudo arreglar su contrato, la lesión que había tenido 3 años atrás fue su mayor impedimento. Para 2001 fichó con el Olimpia de Paraguay con el cual jugó la Copa Libertadores, no le fue muy bien en el club ni en general a sus compañeros. Regresó a jugar 3 meses en el Cúcuta Deportivo donde mostró un gran nivel y después estuvo en el Trujillanos de Venezuela donde rescindió contrato porque no le pagaron en los 4 meses que estuvo allí. Regresó a Colombia y en 2004 se retiró en el Centauros Villavicencio.

## Selección Colombia
Demostrando su talento, y su gran calidad humana le valieron para ser convocado a la selección desde el año 1995, en 1996 jugó su primer partido y en 1998 disputó su último partido. 
Una gravísima lesión truncó su carrera tanto en la selección como en los distintos clubes donde militó.

### Participaciones enEliminatorias al Mundial
| Eliminatoria                          | Sede del Mundial | Posición      | Resultado   | PJ | GA | Asis |
| ------------------------------------- | ---------------- | ------------- | ----------- | -- | -- | ---- |
| Eliminatorias Mundial de Francia 1998 | Francia          | 3°lugar 28pts | Clasificado | 5  | 0  | 0    |

## Clubes
- A finales del 2000 estuvo a prueba en Talleres de Córdoba en la Argentina y a comienzos del 2001 estuvo en el Dallas Burn en Estados Unidos sin llegarse a concretar un contrato.

| Club                    | País      | Año         |
| ----------------------- | --------- | ----------- |
| Millonarios             | Colombia  | 1991 - 1992 |
| Fiorentina de Caqueta   | Colombia  | 1993        |
| Millonarios             | Colombia  | 1994 - 1998 |
| Deportes Tolima         | Colombia  | 1999        |
| Unión Soacha            | Colombia  | 2000        |
| Olimpia                 | Paraguay  | 2001        |
| Millonarios             | Colombia  | 2002        |
| Cúcuta Deportivo        | Colombia  | 2003        |
| Trujillanos             | Venezuela | 2003        |
| Centauros Villavicencio | Colombia  | 2004        |